# Sin darme cuenta
"Sin Darme Cuenta" (em português: Sem Me Dar Conta) é uma canção da cantora mexicana Anahí, é o primeiro single de seu novo álbum de estréia (pós RBD). A canção combina pop e reggaeton. A canção seria cantada por Anahí no dia 16 de julho de 2009 nos "Prêmios Juventud", aonde tudo indicativa que seria uma grande surpresa. Mais a musica foi divulgada antes do previsto dia 6 de julho. Sin darme cuenta foi escrita por Anahí e produzida por Guilhermo Rosas.

## Precedentes e Produção
Em 2009, após o fim do RBD Anahí e seu novo produtor Guillermo Rosas trabalharam em seu novo álbum que seria totalmente entregado ao pop. A produção aconteceu no estúdio de Capitol Records localizado em Miami.
Sua primeira musica de trabalho “Sin darme cuenta” foi vazada na internet no dia 6 de julho 2009 e foi cantada pela primeira vez na tv por Anahí no dia 16 de julho de 2009 durante a entrega do "Prêmios Juventud".